# Valdice

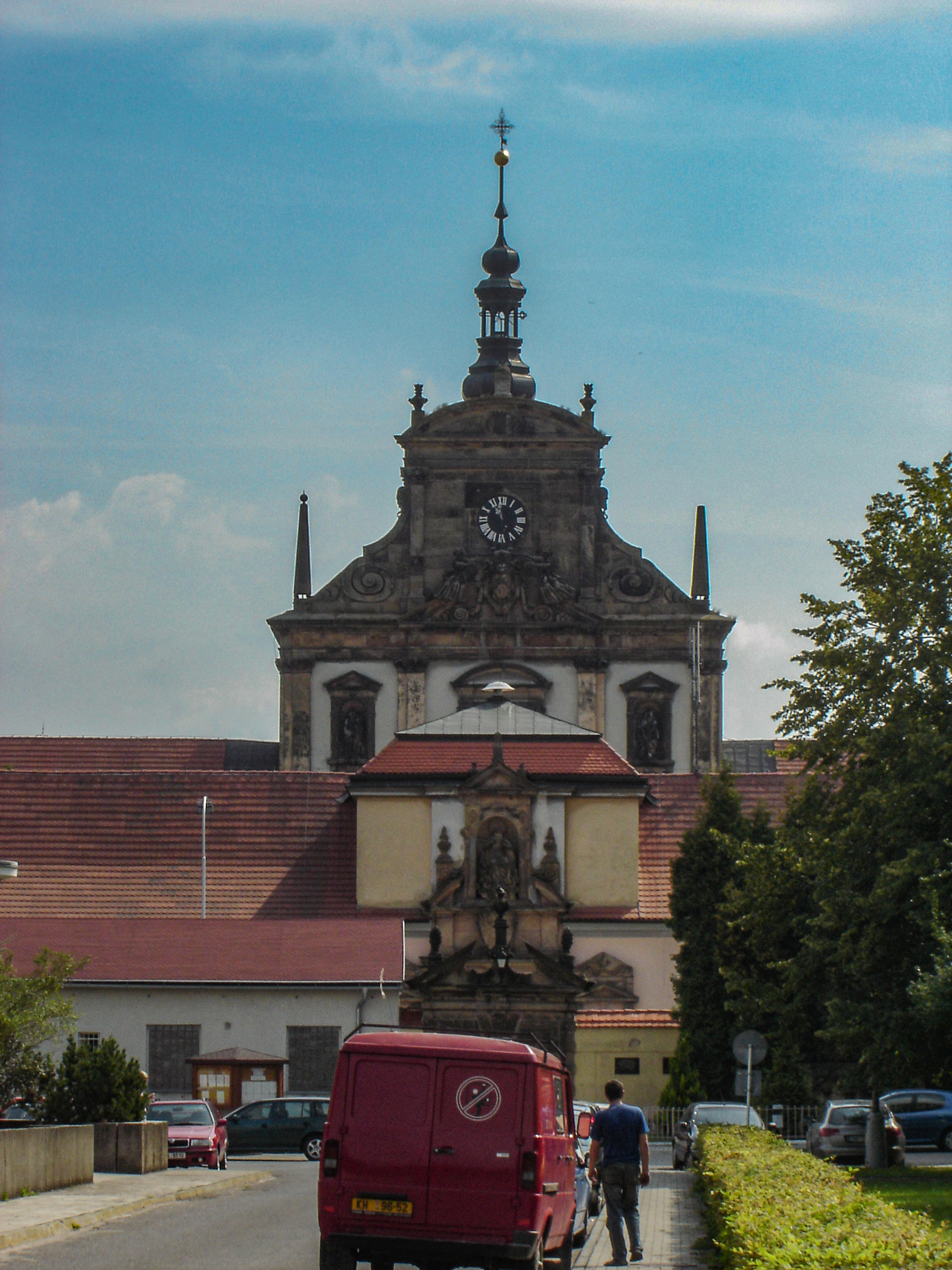
Kartäuserkirche St. Bruno in Walditz

Valdice, bis 1950 Kartouzy-Valdice (deutsch Karthaus Walditz) ist eine Gemeinde in Tschechien. Sie liegt drei Kilometer nordöstlich von Jičín und gehört zum Okres Jičín. Im Ort befindet sich der Gefängniskomplex Kartouzy.

## Geographie
Valdice befindet sich im zum Nordböhmischen Tafelland gehörenden Hügelland Jičínská pahorkatina an der Stadtgrenze von Jičín. Westlich des Ortes erhebt sich der Berg Zebín (400 m) und im Süden die Čeřovka. Am westlichen Ortsrand verläuft die Eisenbahnstrecke Jičín–Turnov, die Bahnstation trägt die Bezeichnung Jičín zastávka.
Nachbarorte sind Těšín und Železnice im Norden, Soběraz im Nordosten, Žabík, Radim und Studeňany im Osten, Úlibice und Dvorce im Südosten, Robousy und Valdické Předměstí im Süden, Jičín, Soudná und Sedličky im Südwesten, Kometa und Kbelnice im Westen sowie Dílce im Nordwesten.

## Geschichte
Valdice entstand am 10. August 1627, als Albrecht von Waldstein zum Gedenken an seine verstorbene Frau Lukrezia das Kartäuserkloster des heiligen Bruno gründete. Nachdem Waldstein 1620 den Bau der neuen Wallfahrtskirche und des Kartäuserklosters in Stiep einstellen musste, übertrug er 1623 die Stieper Kartause auf Valdice. Zudem schenkte er dem Orden das Schloss Radim und zwölf Dörfer mit allem Zubehör wie Mühlen, Wäldern und Teichen. Die Mönche erhielten ebenfalls die Burgherrschaft Pecka mit der Stadt Pecka und weiteren elf Dörfern. 
Nachdem der Bau des Klosters, zu dem die Baumeister Andrea Spezza und Giovanni Battista Marini die Pläne erstellten, 1632 abgeschlossen war, erfolgte am 30. Juli die Grundsteinlegung für die Klosterkirche. Um das Kloster war eine aus 20 Häusern bestehende Handwerkersiedlung entstanden, deren Bewohner für den Orden tätig waren. Diese Ansiedlung erhielt nach dem angrenzenden Tiergarten den Namen Wald.
In die Krypta der Kirche ließ Waldstein bereits 1625 die sterblichen Überreste seiner ersten Frau Lukrezia aus der alten Kirche in Stiep überführen. Nach seiner Ermordung in Eger am 25. Februar 1634 lagerten seine sterblichen Überreste zwei Jahre im Minoritenkloster St. Maria Magdalena in Mies, von wo aus sie im Juni 1636 nach Karthaus überführt und in der Krypta neben seiner Frau beigesetzt wurden. 34 Jahre nach dem Tode des Generalissimus war der Bau der Klosterkirche vollendet. Die Siedlung Wald bzw. Walditz/Valdice wurde von den Kartäusern nun als Karthaus/Kartouzy bezeichnet.
Im Zuge der Josephinischen Reformen wurde das Kloster Karthaus mit kaiserlichem Dekret vom 29. Jänner 1782 aufgelöst. Die Familie Waldstein ließ im selben Jahre die Gebeine Albrechts und Lukrezias von Waldstein in ihre Herrschaft Münchengrätz überführen, wo sie in der St.-Anna-Kapelle ihre letzte Ruhestätte erhielten. 1783 sollten die Klostergebäude öffentlich versteigert werden, es fand sich allerdings kein Bieter. Das Kloster diente danach als kaiserliches Militärmagazin und Amtssitz der Verweser der Herrschaft Radim. Während der Napoleonischen Kriege wurde die frühere Klosterkirche dem hl. Josef geweiht. Nachdem das Militär das Kloster geräumt hatte und für die Herrschaft Radim ein neuer Besitzer gefunden war, verfielen die verlassenen Gebäude.
Nach der Ablösung der Patrimonialherrschaften wurde Valdice 1850 zum Ortsteil der Gemeinde Soběraz im Bezirk Jičin.
1856 wurden die Klostergebäude zu einem Zuchthaus für Schwerverbrecher mit einer Haftzeit vom mehr als zehn Jahren umgebaut. 1857 wurden die ersten Gefangenen, unter diesen auch der Räuber Wenzel Babinsky, aus den Kasematten der Festung Spielberg nach Karthaus gebracht. Das Zuchthaus war für 800 Gefangene vorgesehen, deren Versorgung durch 20 Barmherzige Schwestern vom hl. Karl Borromäus erfolgte.
1880 erhielt der Ort unter dem Namen Kartouzy-Valdice seine Selbstständigkeit als Gemeinde. 1950 erfolgte die Änderung des Gemeindenamens in Valdice. 1970 lebten in der Gemeinde 780 Einwohner. Seit den 1970er Jahren wurde Valdice zu einer Satellitensiedlung von Jičín ausgebaut. Bis 1990 entstanden vier neue Straßenzüge mit Einfamilienhäusern sowie zwölf Wohnblöcke. Dadurch verdoppelte sich fast die Zahl der Bewohner von Valdice. 1991 lebten in dem Ort 1582 Menschen. In dieser Zeit entstanden u. a. eine Produktionsstätte der Glasbijouterie Jablonec nad Nisou und ein Agrarbetrieb.

## Gemeindegliederung
Für die Gemeinde Valdice sind keine Ortsteile ausgewiesen. Zu Valdice gehört das Viertel Kartouzy, eine Strafanstalt.

## Sehenswürdigkeiten
- Ehemaliges Kloster Kartouzy, die frühbarocke Anlage des ehemaligen Kartäuserklosters mit der Klosterkirche St. Josef ist weitgehend erhalten und besitzt landesweite Einmaligkeit. Wegen ihrer Nutzung zum Strafvollzug ist sie nicht öffentlich zugänglich.
- Barocke Statue des hl. Johannes von Nepomuk, 1696 vom Prager Bildhauer Bendel geschaffen, vor dem Gemeindeamt.
- Hügel Zebín mit Kapelle der hl. Maria Magdalena, westlich des Ortes.
- Lustgarten Libosad mit Loggia und Waldsteinallee, am südwestlichen Ortsrand.